# Глеб, Александр Павлович
Алекса́ндр Па́влович Глеб (бел. Аляксандр Паўлавіч Глеб; род. 1 мая 1981[…], Минск) — белорусский футболист, полузащитник. Выступал за сборную Беларуси.

## Клубная карьера

### «Динамо» (Минск)
Начал заниматься футболом в возрасте 6 лет. Воспитанник футбольной школы СДЮШОР «Динамо» (Минск). Первый тренер — Владимир Иванович Синякевич. Помимо этого вида спорта он пробовал себя в лёгкой атлетике, прыжках в воду, но серьёзных результатов в этих видах спорта не добился. Его отец, Павел Григорьевич, поддерживал начинания сына в футболе и помогал ему; именно по наставлению отца Глеб начал заниматься футболом в школе минского «Динамо».
По словам Глеба, когда ему было 16 или 17 лет, с ним вели переговоры представители московского «Спартака».

### БАТЭ
В возрасте 17 лет он подписал контракт с БАТЭ из Борисова, а в следующем году команда выиграла чемпионат Беларуси.

### «Штутгарт»
Обратив на себя внимание скаутов, Александр и его младший брат Вячеслав в 2000 году уехали в Германию играть за «Штутгарт» в Бундеслиге. Их контракты были выкуплены «Штутгартом» за 150 000 евро. Александр дебютировал в Бундеслиге 5 сентября 2000 года в выездном матче против «Кайзерслаутерна», выйдя на замену за 20 минут до конца матча. В свой первый сезон за «Штутгарт» Глеб вышел на поле всего в 6-ти матчах, а уже в следующем сезоне стал одним из ключевых игроков команды.
В сезоне 2002/03 «Штутгарт» занял в Бундеслиге второе место и попал в Лигу чемпионов, где победил команду «Манчестер Юнайтед», а Глеб стал плеймейкером команды. Однако затем главный тренер «Штутгарта» Феликс Магат покинул клуб и возглавил «Баварию» летом 2004 года, и в следующем сезоне «Штутгарт» занял лишь пятое место. Глеб стал лучшим ассистентом Бундеслиги сезона 2004/05.

### «Арсенал»

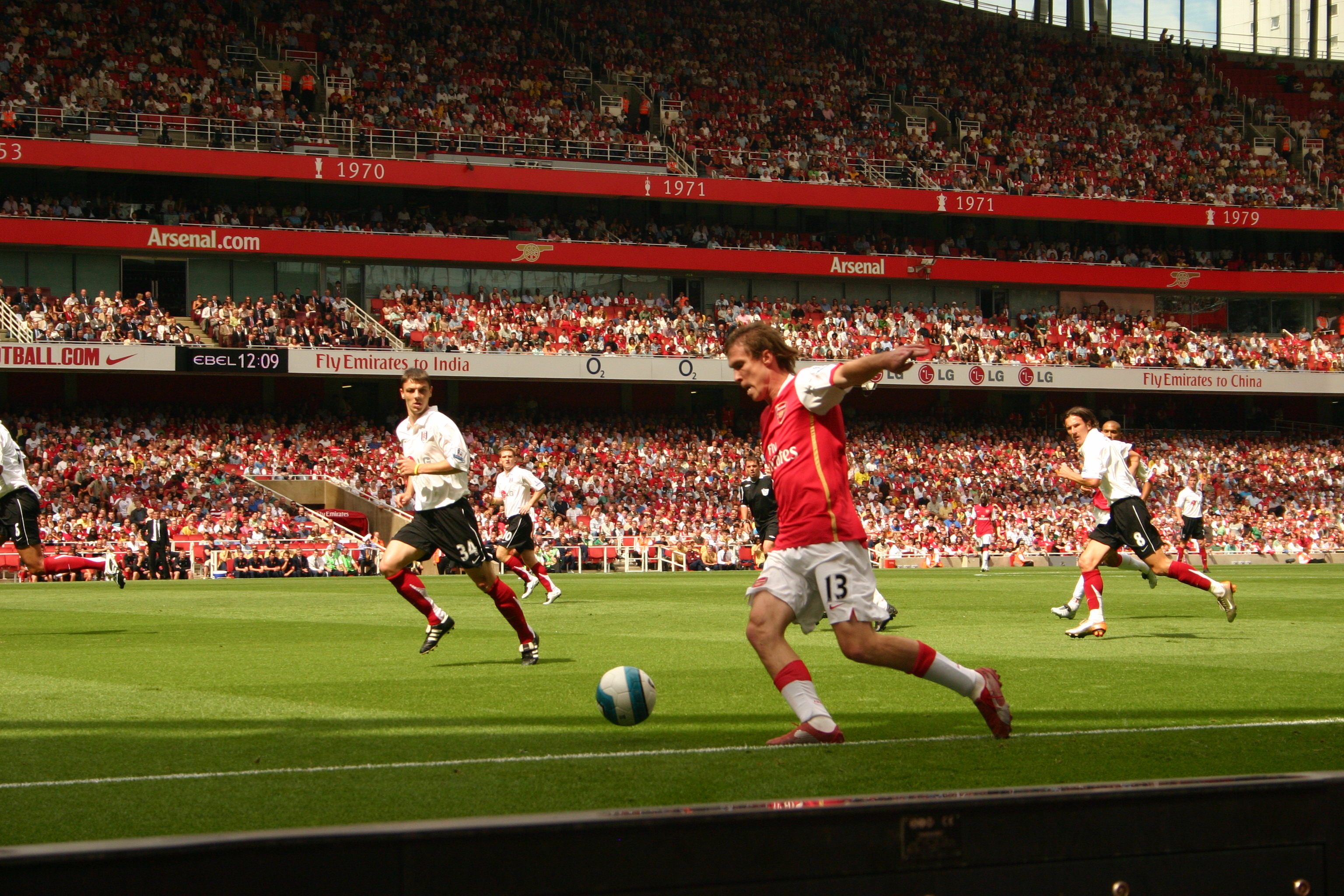
Глеб в составе «Арсенала»

28 июля 2005 года Глеб перешёл в лондонский «Арсенал», сумма трансфера составила около 15 млн евро (при определённых условиях: количество игр и т. п.). Контракт был рассчитан на 4 года. 14 августа Глеб сыграл свой первый официальный матч за «Арсенал» выйдя на замену вместо Сеска Фабрегаса в домашнем матче против «Ньюкасла». Вскоре после этого он получил травму в игре за сборную Беларуси и выбыл на несколько месяцев, потеряв место в основе «Арсенала», после чего возникли слухи о его желании вернуться в Германию. Однако он вернулся в основной состав 7 декабря, отыграв 60 минут в матче Лиги чемпионов против «Аякса». К январю 2006 года он закрепился в основном составе и забил свой первый за «Арсенал» гол в ворота «Мидлсбро». 17 мая Глеб стал первым белорусским футболистом, сыгравшем в финале Лиги чемпионов. Всего в своём первом сезоне за «Арсенал» он вышел на поле в 40 матчах, забив 3 гола.
Следующий сезон в «Арсенале» начался для него удачно: в своём первом официальном матче в сезоне он сделал 2 голевые передачи (победа «Арсенала» над загребским «Динамо» со счётом 3:0 в квалификационном раунде Лиги чемпионов). Постоянно выходя на поле в основе, Глеб стал важным звеном команды Арсена Венгера. В сезоне 2006/07 Глеб провёл за «Арсенал» 48 матчей (в 40 из них выходил в стартовом составе), забил 3 гола.
В сезоне 2007/08 из-за череды травм в команде в полной мере проявился универсализм Глеба, который выходил на обоих флангах полузащиты, в центре полузащиты и на позицию под форвардом. Он показал хорошую игру в матчах Лиги чемпионов, где он играл на позиции атакующего полузащитника с большой степенью свободы.

### «Барселона»
17 июля 2008 года Глеб перешёл в «Барселону» на правах играющего универсала. В «Барселоне» его дела не заладились. В начале сезона он получил травму, из-за которой пропустил более месяца. Александр по большей части подменял футболистов, которым требовался отдых. К марту он лишь 5 раз вышел в основе в чемпионате Испании. Из-за этого появились слухи о возможном переходе в «Баварию». Александр высказывал недовольство тем, что тренер предпочитает других игроков. По словам Глеба, из непосредственных конкурентов лишь Месси превосходил его по уровню игры.
В июле 2009 года Глеб должен был стать частью сделки по обмену Ибрагимовича на Это’о, но Александр отказался переходить в аренду в «Интернационале».
31 января 2012 года досрочно расторгнул по обоюдному согласию контракт с «Барселоной» (действовавший до 30 июня 2012 года).

#### Аренды

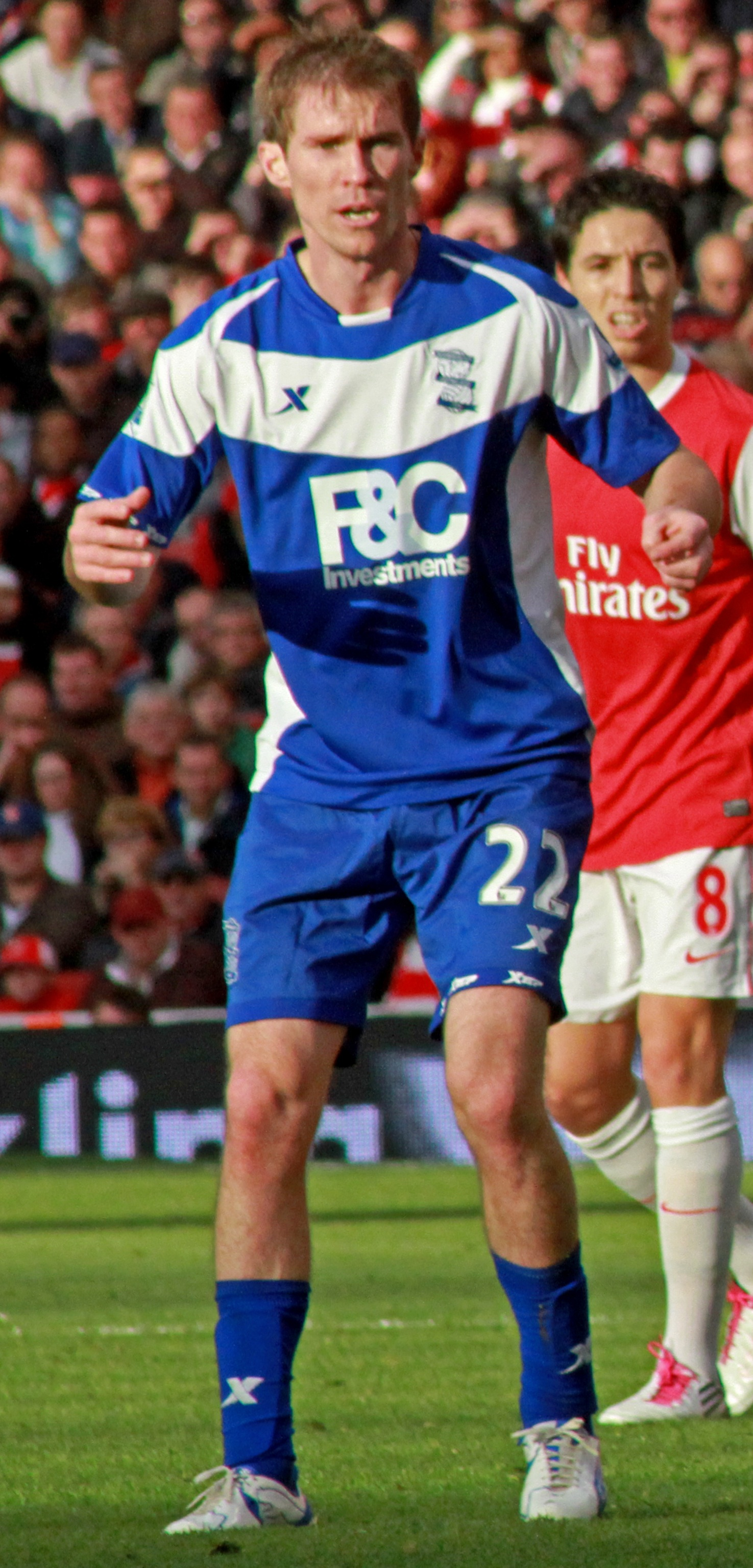
Глеб в составе «Бирмингем Сити»

30 июля стало известно, что Глеб отправился в годичную аренду в «Штутгарт», за который он выступал ранее. При этом он признался, что сожалеет об уходе из «Арсенала», но с этим уже ничего нельзя сделать. Сезон 2009/2010 провёл в «Штутгарте». В Бундеслиге, не забив ни одного гола и лишь дважды ударив в створ ворот, Глеб вернулся в «Барселону». 31 августа 2010 года перешёл на правах аренды в «Бирмингем Сити». В ночь с 30 на 31 августа 2011 года перешёл на правах аренды в «Вольфсбург».

### «Крылья Советов»
17 февраля 2012 года перешёл в самарские «Крылья Советов». Дебют произошёл в матче с «Амкаром» (1:2) — Глеб вышел в основе с первых минут. В составе клуба провёл 8 матчей.

### Возвращение в БАТЭ
26 июля 2012 года подписал контракт с клубом БАТЭ, за который уже выступал, действовавший до 30 августа. 31 августа продлил контракт до конца 2012 года. Участник Лиги чемпионов 2012/13 в составе БАТЭ. 16 января 2013 года заключил новый контракт с БАТЭ до 31 декабря 2013 года. Стал выступать на позиции атакующего полузащитника вместо покинувшего клуб Ренана Брессана. В ноябре 2013 года футболист сообщил, что не будет продлевать контракт с белорусским клубом. Был включён БФФ в список 22 лучших футболистов чемпионата Беларуси 2013.

### «Коньяспор»
5 января 2014 года полузащитник подписал контракт с клубом «Коньяспор» сроком на полгода с возможным продлением ещё на год по взаимному согласию сторон, что и произошло 29 мая. К концу 2014 года Глеб из-за конфликта с тренером команды перестал попадать в заявку на матчи чемпионата и Кубка Турции и расторг контракт с клубом.

### «Генчлербирлиги» и БАТЭ
2 февраля 2015 года подписал полугодовой контракт с другим турецким клубом — «Генчлербирлиги». В составе столичного клуба Глеб прочно выступал в основе. За полгода провёл за «Генчлербирлиги» 15 матчей в чемпионате и 4 в Кубке Турции, забил 2 гола. В июне 2015 года Александр подтвердил, что по окончании контракта покинет клуб.
Интерес к Глебу проявляло несколько зарубежных клубов, также им интересовались минское «Динамо» и БАТЭ. 7 августа 2015 года снова вернулся в БАТЭ, подписав контракт до конца сезона 2015/16. В составе БАТЭ в основном использовался в матчах Лиги чемпионов, в чемпионате Беларуси провёл лишь четыре матча в сезоне 2015. 8 января 2016 года снова подписал контракт на полгода с «Генчлербирлиги». Летом 2016 покинул клуб в качестве свободного агента. 22 июля 2016 года снова стал игроком БАТЭ. По окончании контракта в декабре 2016 года не стал его продлевать.

### «Крылья Советов»
15 февраля 2017 года вновь подписал контракт с «Крыльями Советов» до конца сезона. В составе самарского клуба не смог закрепиться в качестве основного игрока, из-за травм участие только в семи матчах Премьер-лиги. По результатам сезона 2016/17 «Крылья Советов» выбыли в ФНЛ, после чего в мае 2017 года стало известно об уходе Глеба из клуба.
Несмотря на предложения разных клубов, долгое время находился без команды. В августе 2017 года, после жеребьёвки группового раунда Лиги Европы, где в соперники БАТЭ достался лондонский «Арсенал», хотел вернуться в борисовский клуб и завершить карьеру гостевым матчем в Лондоне в декабре 2017 года, однако БАТЭ отказался от услуг полузащитника. Во второй половине 2017 года и в начале 2018 года оставался без команды, проводя время в кругу семьи и периодически появляясь в медийной сфере в качестве эксперта на телевидении, проводил жеребьёвки Лиги наций и чемпионата Беларуси 2018.

### Возвращение в БАТЭ
В марте 2018 года отправился в Казахстан, однако не смог договориться о подписании контракта с «Кайратом». Вскоре стал игроком БАТЭ. Начинал сезон 2018 на скамейке запасных, иногда выходил на замену. В июне и сентябре отсутствовал из-за травмы, а в ноябре закрепился в стартовом составе команды.
В январе 2019 года продлил контракт с борисовчанами. В феврале 2019 года принимал участие в матчах 1/16 финала Лиги Европы против «Арсенала». С апреля из-за травмы практически перестал появляться на поле, отыграл только 18 минут в матче с «Минском». 2 июня 2019 года покинул БАТЭ.

### «Ислочь»
В 2019 году играл за «Ислочь». Сначала выходил на замену, позднее закрепился в стартовом составе.
В марте 2020 года объявил о завершении карьеры футболиста.

## Награды и достижения

### Командные
БАТЭ
- Чемпион Беларуси (6): 1999, 2012, 2013, 2015, 2016, 2018

«Штутгарт»
- Обладатель Кубка Интертото: 2002

«Барселона»
- Чемпион Испании: 2008/09
- Обладатель Кубка Испании: 2008/09
- Победитель Лиги чемпионов УЕФА: 2008/09

«Бирмингем Сити»
- Обладатель Кубка Футбольной лиги: 2010/11

### Личные
- Футболист года в Беларуси (6): 2002, 2003, 2005, 2006[27], 2007[28], 2008[29]
- Первый белорусский футболист, выигравший Лигу чемпионов УЕФА (в 2009 году в составе «Барселоны»)
- Первый белорусский футболист, сыгравший в финальном матче Лиги чемпионов УЕФА (в 2006 году в составе «Арсенала»)
- Лучший ассистент Бундеслиги: 2004/05
- Лучший игрок месяца в «Арсенале»: август 2005
- Лауреат трофея «BelSwissBank» имени Александра Прокопенко в номинации «За футбольный талант и самоотдачу в игре за Беларусь»: 2004
- Рекордсмен Клуба Сергея Алейникова[30].
- Символическая сборная Бундеслиги: 2004/05 (по версии Kicker)

## Личная жизнь
Глеб был женат на Анастасии Косенковой, бывшей певице белорусской поп-группы «Топлес», в 2014 году пара рассталась.
12 августа 2016 года футболист женился на Светлане Губаревич. 27 декабря того же года у пары родилась дочь Александра. В 2019 году на свет появилась Арина. Жена Светлана имеет дочь от предыдущего брака, её зовут Анастасия.
Младший брат Вячеслав Глеб — тоже футболист.

## Происшествия
Ночью 29 декабря 2004 года Глеб попал в серьёзное ДТП: при повороте на минском перекрёстке его Audi A8 столкнулся с BMW 318. Глеб не пострадал, в BMW пассажир погиб, водитель и беременная пассажирка получили тяжёлые повреждения. Суд признал виновным водителя BMW, осудив его на 4 года лишения свободы за приведшее к ДТП превышение скорости. Суд проигнорировал показания свидетелей, находившихся в третьей машине на перекрёстке, которые считали причиной ДТП резкий манёвр Глеба.

## Санкции
Александр Глеб находится под санкциями Польши за поддержку режима Лукашенко .